# Аваран
Аваран (азерб. Avaran, лезг. Аваран — «ава аранахь» буквально «на равнине») — село в Гусарском районе Азербайджанской Республики. Административный центр Аваранского муниципалитета.

## География
Горное село находится в 6 км от районного центра города Гусар.
На территории села находится озеро ФегIалг-вир.
Ближайшие населённые пункты: Хурел, Урва, Каяхур, Чилегир и Гусар.

## История
Село Аваран основано тухумом (общество) «Бахцугъар» которые имели кровное родство с жителями соседнего села Урва.
Легенда об основании бахцухцами (аваранцами) села Аваран-оба:
Из сихила Хушумар были 3 братья, двое из них были воинами-абреками а один занимался торговлей. Однажды некий хан убивает этого брата который занимается торговлей. Об этом узнают два других брата воина Ворх и Тадам, но не желая впутывать свой тухум в войну с людьми хана, у них назревает собственный тайный план для мести. Понимая что им двоим в одиночке не одолеть армию хана, они примыкают к нему где получаю новые имена Фарух и Дедем и в скорее завоёвывают большое уважение местного население. Но Ворх и Тадам не забывают о своём умершем брате и то что они обязаны отомстить за него. В один из дней когда был какой-то пир, когда сын хана издевался над каким-то рабом, в этот момент Ворх убивает сына хана на его же глазах, чтобы он мог почувствовать их боль и с головой сына хана возвращаются в Аваран. Но при возвращении обнаруживают умершего своего отца от страданий по своему сыну, брата Ворха и Тадама. Тогда разгневавшись они вновь возвращаются к хану и уже Тадам убивает хана. Но уже они не возвращаются обратно, а обосновываться в этой новой для них местности, а свое новое село они называют Аваран-оба то есть отселок села Аваран.
От этих двух братьев также происходят два сихила (рода) в Аваран-обе, в верхней части села (Вани магIал) проживает сихил Ворхар (Фарухар) и в нижней части (Каму магIал) проживают Тадамар (Дедемар).

## Сихилы
В общество «Бахцугъар(Аваранар)» входят 5 сихилов:
1. Хушумакай — потомки Хушума
2. Башакай — потомки Баша
3. Алиткай — потомки Али
4. Царалакай — потомки Царала
5. Тумахъакай — потомки Тумаха

## Население
По итогам переписи населения 2016 года в селе насчитывалось 1499 жителей и 453 домов. Однако на постоянной основе селе проживает 1/3 этого населения из-за проблемы постоянного оттока населения в крупные города главным образом в Баку и города России.
Национальный состав целиком представлен лезгинами, которые исповедуют ислам суннитского толка.